# Torico de la Cuerda de Chiva
El Torico de la Cuerda de Chiva (Valencia) es un festejo popular taurino que se celebra en el marco de unas fiestas organizadas por la Peña Taurina de Chiva junto con el Ayuntamiento de la localidad. Fue declarado Fiesta de Interés Turístico de la Comunidad Valenciana en 2019.

## Origen y evolución
Según leyendas de tradición oral el origen de esta fiesta se remonta a principios del siglo XIII y también en el XVII; ambas tienen que ver con el paso de ganados trashumantes por las cañadas y veredas del terreno perteneciente al municipio de Chiva.
Si bien existen fuentes que sitúan el origen de este festejo en la Edad Media, tras la reconquista de Jaume I, el documento más antiguo donde se hace referencia al Torico de la Cuerda se remonta a 1648, en el libro de jurados del siglo XVII, que pertenece al archivo municipal de la localidad.
 

Más adelante, en 1765, la Memoria de construcción de la Iglesia Parroquial de San Juan Bautista vuelve a hacer referencia a estos festejos populares. Concretamente dice lo siguiente:
«Las fiestas del Torico estaban encima. Aquel año, como cualquier otro, se celebraron con gran algazara y brillantez, por los mozos del pueblo, los típicos festejos. El Torico corrió por las calles y las plazas con la natural alegría de jóvenes y viejos. Los clavarios, una vez concluidos los festejos, entregaron a la junta de obras 74 libras, más el producto de un toro cedido por los mozos para gastos de las obras, en total, 83 libras, 9 sueldos, 5 dineros»
Esta contribución a las obras de la parroquia, que se realizaba vendiendo el único toro que se utilizaba para las seis carreras de las fiestas, se fue repitiendo durante los siguientes 10 años. Esta fiesta, transmitida de generación en generación, mantuvo su esencia hasta llegar a la actualidad. No obstante, en este largo proceso también hubo periodos en los que estuvo prohibida; por ejemplo, en 1790, cuando una orden real prohibió correr por las calles novillos y toros, que llaman de cuerda, así por el día como de noche, o en 1882, cuando el alcalde de la localidad se negó a autorizarla y se produjo un motín que hizo necesaria la actuación de la Guardia Civil.
En 2018, el Ayuntamiento de Chiva inauguró el centro de interpretación del Torico de Cuerda y la ruta turística y cultural. Con estos proyectos, impulsados junto a la peña taurina local, el consistorio pretende dar a conocer la historia y evolución de esta tradición.

## Descripción del Festejo
Este festejo se celebra cuatro días al año a las 7:30 de la mañana y a las 18:30h de la tarde con un itinerario abierto. De estos días, el 17, 18 y 19 de agosto son considerados los tradicionales, y el 25 del mismo mes es la carrera especial con la que se cierran las fiestas.
En relación con los aspectos técnicos del festejo, se utiliza una sola cuerda que va por delante rematada con la badana. En este sentido, se corta la cuerda según va avanzando la carrera, para adecuar la cantidad de corredores y el peso de la misma al estado físico del toro.
Los mozos, que llevan el toro por todo el pueblo, van parando en las casas para brindar la carrera a sus madres o a sus esposas, atando la cuerda a la falleba de la puerta. Tras un pequeño descanso del animal, se lanza la cuerda al aire para que la recojan los que esperan en la calle y siga la carrera.
Al acabar la carrera, se dirijen corredores y espectadores a la plaza acompañados de la dulzaina para bailar las torrás y hacer la torre.

## Peña Taurina El Torico de Chiva
La peña taurina El Torico de Chiva se fundó en 1965 con Vicente Herráez de presidente; desde entonces se ha dedicado a divulgar y organizar los actos taurinos propios del municipio. Respecto a la organización del Torico de Cuerda, anteriormente al nacimiento de la peña taurina esta tarea la realizaban los clavarios.

## Reconocimientos
- El 10 de junio de 2019 la Presidencia de la Generalidad Valenciana emitió una resolución por la que se otorgó la declaración de Fiesta de Interés Turístico autonómico a la Fiesta del Torico de la Cuerda de Chiva.[16]